# Almacén

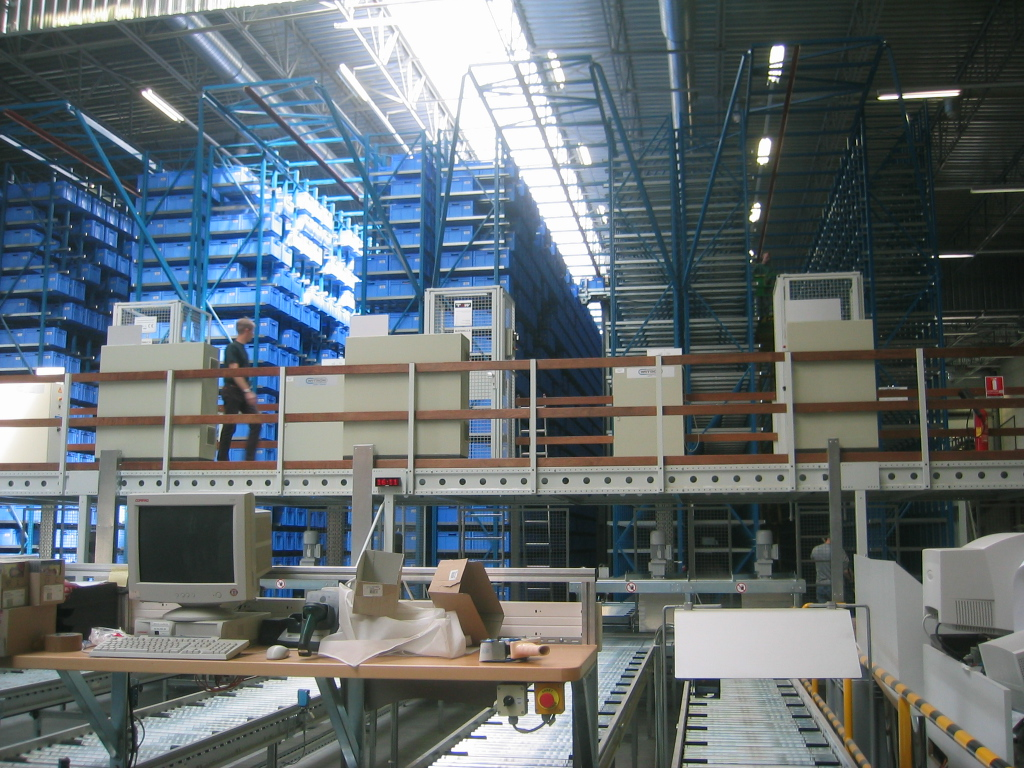
Almacén de mercancías.

Un almacén (en el español americano) es un lugar o espacio físico para el almacenaje de bienes dentro de la cadena de suministro. Los almacenes son una infraestructura imprescindible para la actividad de todo tipo de agentes económicos (agricultores, ganaderos, mineros, industriales, transportistas, importadores, exportadores, comerciantes, intermediarios, consumidores finales, etcétera). Constituyen una parte habitual de las explotaciones agrarias y ganaderas (en muchos casos formando parte de la vivienda rural tradicional o de construcciones peculiares), así como de fábricas, polígonos industriales e instalaciones industriales de todo tipo, y de los espacios dedicados al transporte (puertos, aeropuertos, instalaciones ferroviarias) y el comercio (centros comerciales, grandes superficies). A diferencia de España, en algunas regiones de Hispanoamérica se denomina «almacén» a un establecimiento de comercio minorista (tienda de ultramarinos en España), usándose bodega o centro de distribución para designar a las instalaciones objeto de este artículo.

## Historia

### Prehistoria e historia antigua
Un almacén se puede definir funcionalmente como un edificio en el que se almacenan productos o mercancías a granel ("mercancías") con fines comerciales. La forma construida de las estructuras de almacén a lo largo del tiempo depende de muchos contextos: materiales, tecnologías, sitios y culturas.

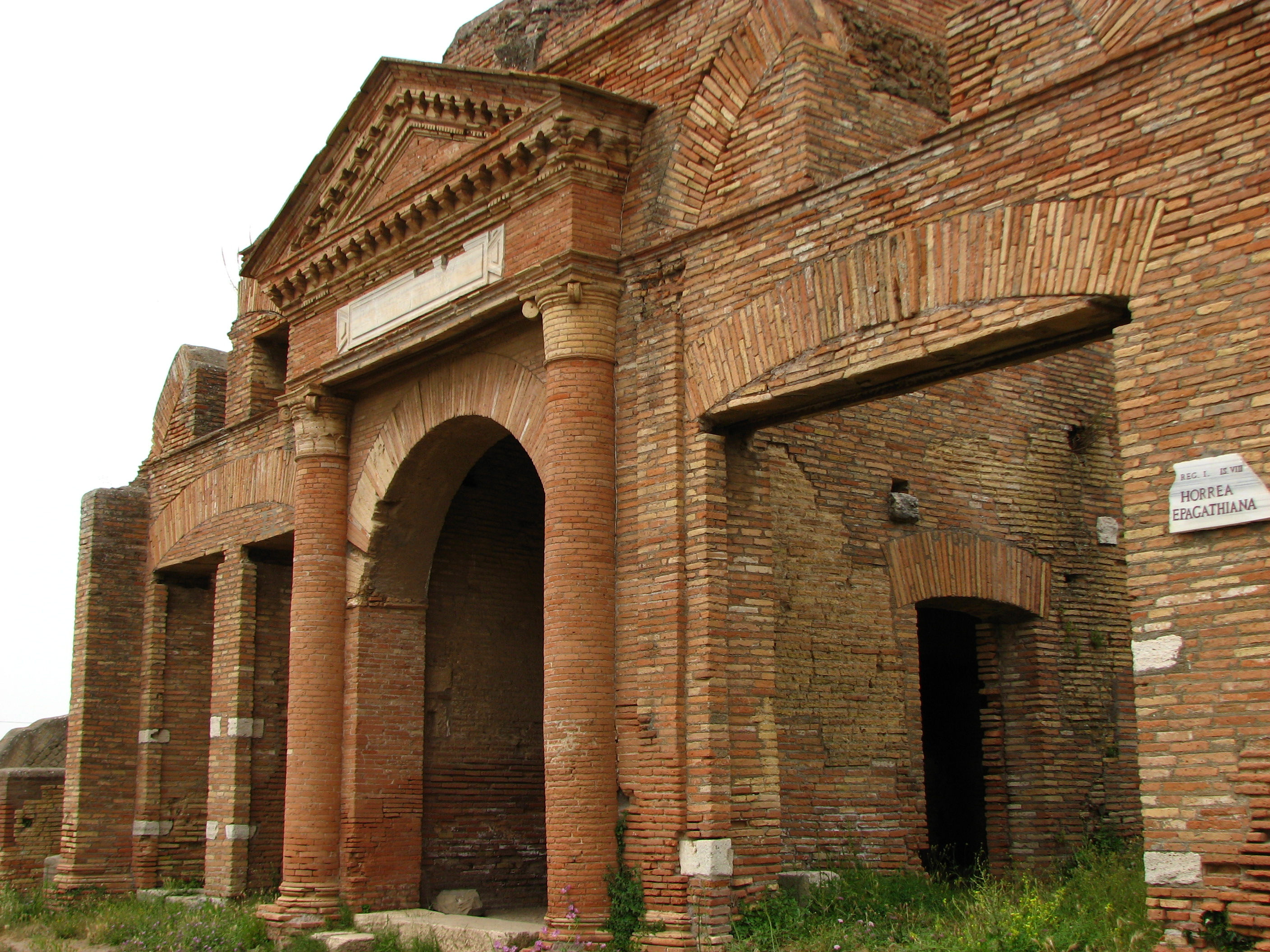
La entrada a un almacén (la Horrea Epagathiana) en Ostia, una antigua ciudad romana

En este sentido, el almacén es posterior a la necesidad del almacenamiento masivo comunal o estatal de los excedentes de alimentos. Las civilizaciones prehistóricas dependían de pozos de almacenamiento, o almacenes de "palacio", como en Knossos, propiedad de la familia o la comunidad, para proteger los excedentes de alimentos. El arqueólogo Colin Renfrew argumentó que recolectar y almacenar los excedentes agrícolas en los "palacios" minoicos de la Edad del Bronce era un ingrediente crítico en la formación del poder del proto-estado.
La necesidad de almacenes se desarrolló en sociedades en las que el comercio alcanzaba una masa crítica que requería almacenamiento en algún momento del proceso de intercambio. Esto fue muy evidente en la antigua Roma, donde el horreum (pl. horrea) se convirtió en una forma estándar de construcción. Los ejemplos más estudiados están en Ostia, la ciudad portuaria que servía a Roma. El Horrea Galbae, un complejo de almacenes en la carretera hacia Ostia, demuestra que estos edificios podrían ser sustanciales, incluso para los estándares modernos. El complejo horrea de Galba contenía 140 habitaciones solo en la planta baja, con una superficie de unos 21 000 m². Como punto de referencia, menos de la mitad de los almacenes de EE. UU. en la actualidad tienen más de 100 000 pies cuadrados (9290 m²).

### Europa medieval

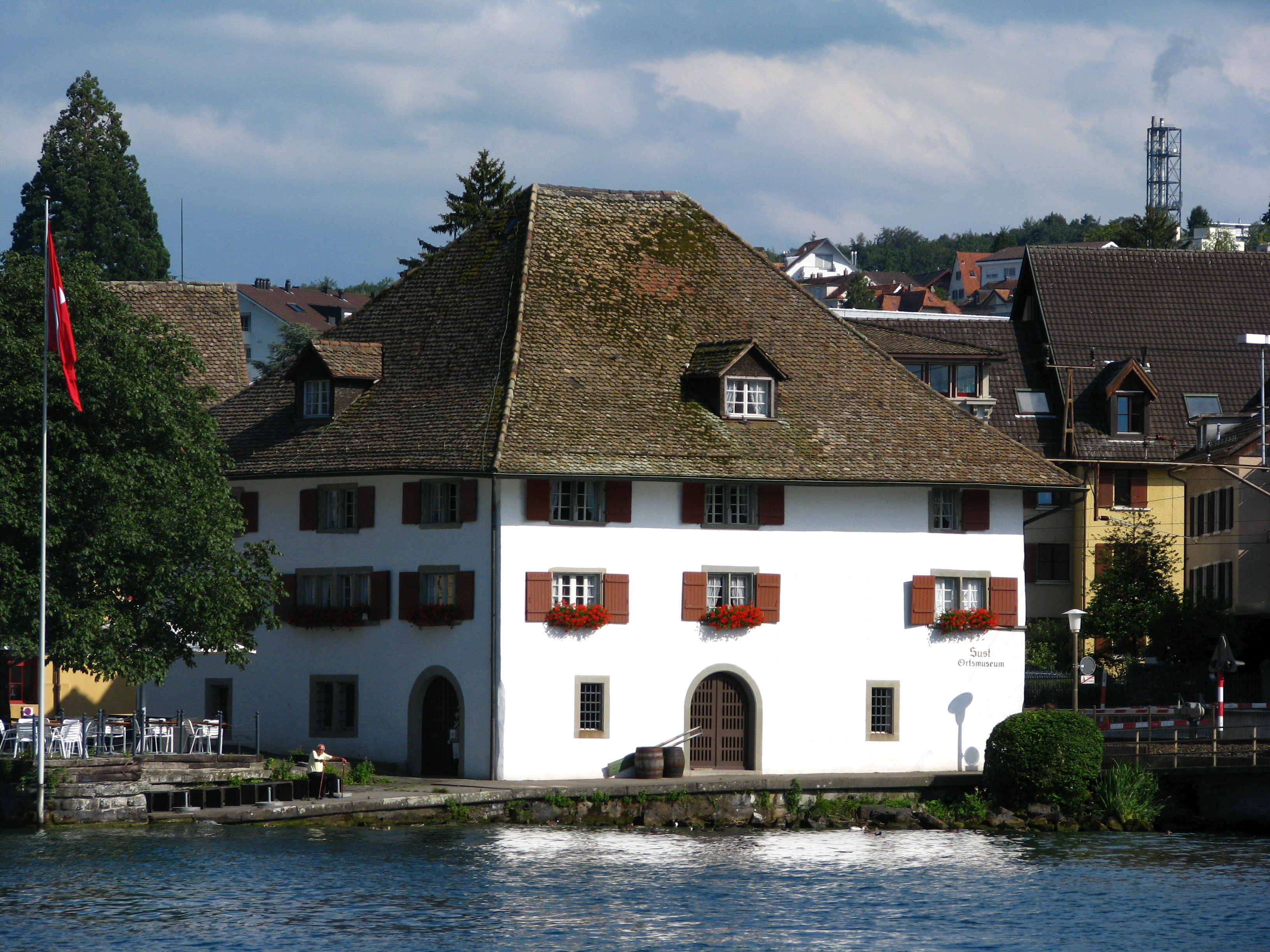
Un Sust, un tipo de almacén de la Edad Media, en Horgen, Suiza

La necesidad de un almacén implica tener cantidades de mercancías demasiado grandes para ser almacenadas en un depósito doméstico. Pero como lo atestigua la legislación relativa a la imposición de impuestos, algunos comerciantes medievales de toda Europa solían guardar las mercancías en sus grandes almacenes domésticos, a menudo en la planta baja o en los sótanos. Un ejemplo es el Fondaco dei Tedeschi, los importantes barrios de comerciantes alemanes en Venecia, que combinaban vivienda, almacén, mercado y alojamiento para viajeros.
Desde la Edad Media en adelante, se construyeron almacenes dedicados alrededor de los puertos y otros centros comerciales para facilitar el comercio a gran escala. Los almacenes del puerto comercial de Bryggen en Bergen, Noruega (ahora un sitio de Patrimonio Mundial), muestran formas de madera a dos aguas europeas características que datan de finales de la Edad Media, aunque lo que queda hoy en día fue reconstruido en gran parte en el mismo estilo tradicional siguiendo grandes incendios en 1702 y 1955.

### Revolución industrial

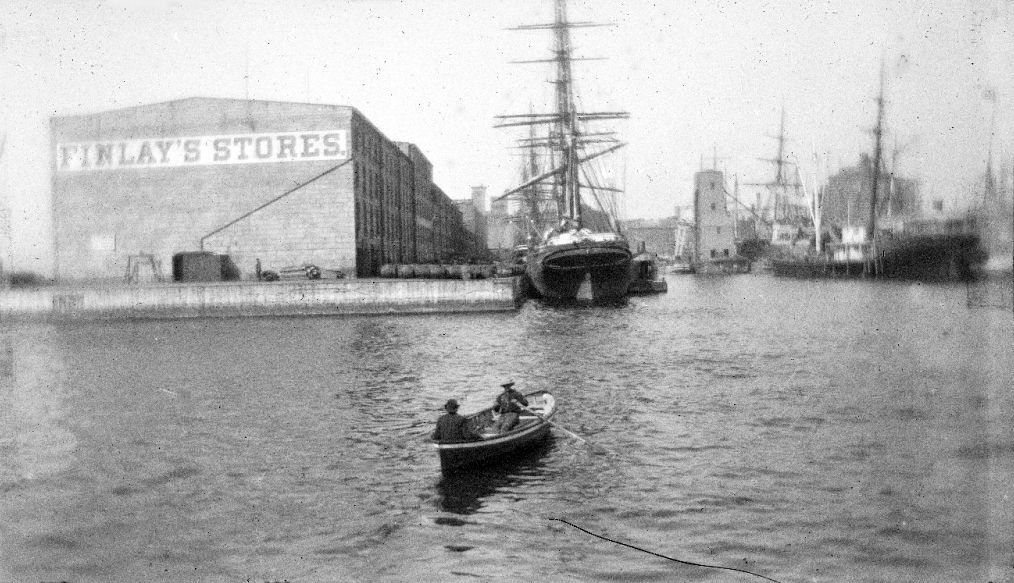
Almacén histórico Atlantic Dock en Brooklyn en el

Durante la revolución industrial de mediados del siglo XVIII, la función de los almacenes evolucionó y se especializó. La producción en masa de bienes iniciada por la revolución industrial de los siglos XVIII y XIX impulsó el desarrollo de almacenes más grandes y más especializados, generalmente ubicados cerca de los centros de transporte en canales, vías férreas y puertos. La especialización de tareas es característica del sistema de fábrica, que se desarrolló en las fábricas textiles y alfarerías británicas a mediados del siglo XVIII. Los procesos de las fábricas aceleraron el trabajo y la mano de obra no calificada, trayendo nuevas ganancias a la inversión de capital.
Los almacenes también cumplen una variedad de funciones comerciales además del simple almacenamiento, ejemplificado por los almacenes de algodón de Manchester y tiendas de lana australianas: recepción, almacenamiento y envío de mercancías; exhibición de productos para compradores comerciales; empaquetar, controlar y etiquetar los pedidos y despacharlos.
La arquitectura utilitaria de los almacenes respondió rápidamente a las tecnologías emergentes. Antes y durante el siglo XIX, el almacén europeo básico se construía con paredes de mampostería de carga o entramado pesado de madera con un revestimiento exterior adecuado. En el interior, pesados postes de madera sostenían vigas y viguetas de madera para los niveles superiores, que rara vez tenían más de cuatro o cinco pisos de altura.

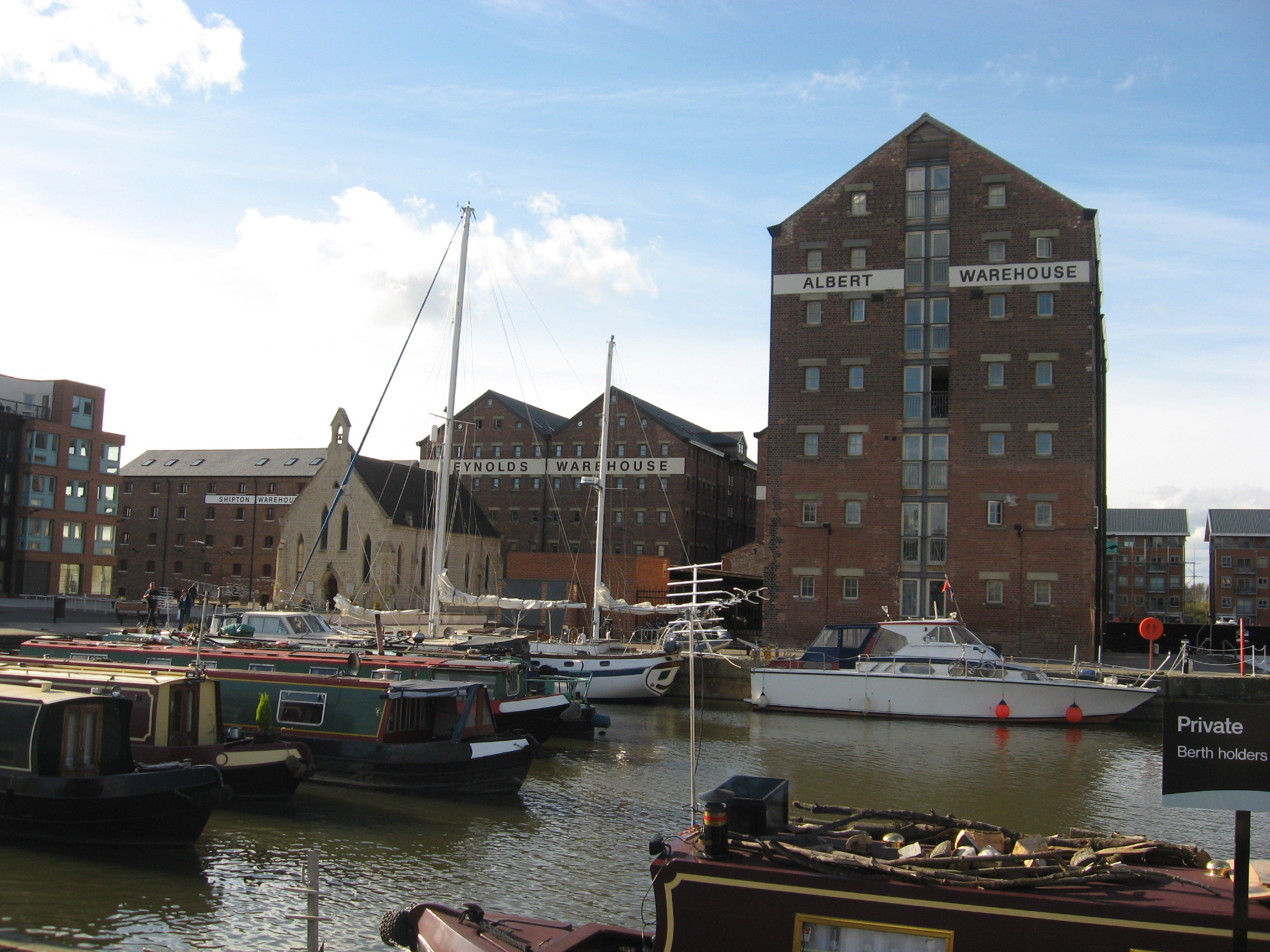
Almacenes del en los muelles de Gloucester en el Reino Unido, originalmente utilizados para almacenar maíz importado

Un techo a dos aguas era convencional, con una puerta en el hastial que daba a la calle, las vías del tren o el puerto para que una grúa levantara las mercancías por las puertas de las ventanas en cada piso de abajo. El acceso conveniente para el transporte por carretera se incorporó a través de puertas muy grandes en la planta baja. Si no se encontraban en un edificio separado, las oficinas y los espacios de exhibición se ubicaban en la planta baja o en el primer piso.
Las innovaciones tecnológicas de principios del siglo XIX cambiaron la forma de los almacenes y el trabajo que se realizaba en su interior: columnas de fundición y postes de acero moldeado posteriormente; techos de dientes de sierra; y energía de vapor. Todos (excepto el acero) se adoptaron rápidamente y eran de uso común a mediados del siglo XIX.
Las columnas de hierro fundido fuertes y esbeltas comenzaron a reemplazar los pilares de mampostería o los postes de madera para llevar niveles por encima de la planta baja. A medida que la estructura de acero moderna se desarrolló a fines del siglo XIX, su fuerza y capacidad de construcción permitieron la construcción de los primeros rascacielos. Las vigas de acero reemplazaron las vigas de madera, aumentando la luz de las bahías internas en el almacén.
El techo de dientes de sierra trajo luz natural al último piso del almacén. Transformó la forma del almacén, de la tradicional limatesa puntiaguda o hastial a una forma de techo esencialmente plano que a menudo se ocultaba detrás de un parapeto. Los edificios de almacén ahora se volvieron fuertemente horizontales. En el interior del último piso, el panel vidriado vertical de cada diente de sierra permitió la iluminación natural sobre los productos expuestos, lo que mejoró la inspección del comprador.
Los polipastos y grúas impulsados por energía de vapor ampliaron la capacidad del trabajo manual para levantar y mover mercancías pesadas.

### sigloXX

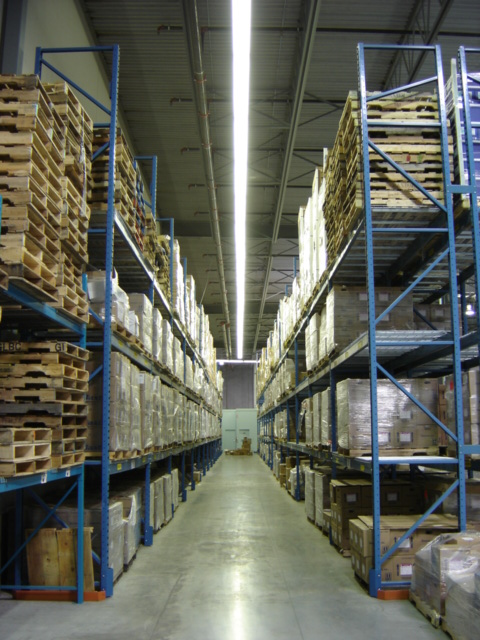
Pasillo con paletas en estantes de almacenamiento en un almacén moderno

Dos nuevas fuentes de energía, la hidráulica y la electricidad, remodelaron el diseño y la práctica del almacén a finales del siglo XIX y en el siglo XX.
Las redes de energía hidráulica públicas se construyeron en muchas grandes ciudades industriales de todo el mundo en las décadas de 1870 y 1880, ejemplificadas por Manchester. Eran muy efectivos para accionar grúas y elevadores, cuya aplicación en almacenes servía para edificios más altos y permitía nuevas eficiencias laborales.
Las redes públicas de energía eléctrica surgieron en la década de 1890. Se utilizaron al principio principalmente para iluminación y luego para electrificar ascensores, haciendo posible almacenes más altos y eficientes. Se necesitaron varias décadas para que la energía eléctrica se distribuyera ampliamente en las ciudades del mundo occidental.
Las tecnologías del siglo XX hicieron que el almacenamiento fuera cada vez más eficiente. La electricidad estuvo ampliamente disponible y transformó la iluminación, la seguridad, el levantamiento y el transporte a partir del siglo XX. El motor de combustión interna, desarrollado a finales del siglo XIX, se instaló en vehículos producidos en masa a partir de la década de 1910. No solo reformuló los métodos de transporte, sino que permitió muchas aplicaciones como una planta de energía portátil y compacta, dondequiera que se necesitaran motores pequeños.

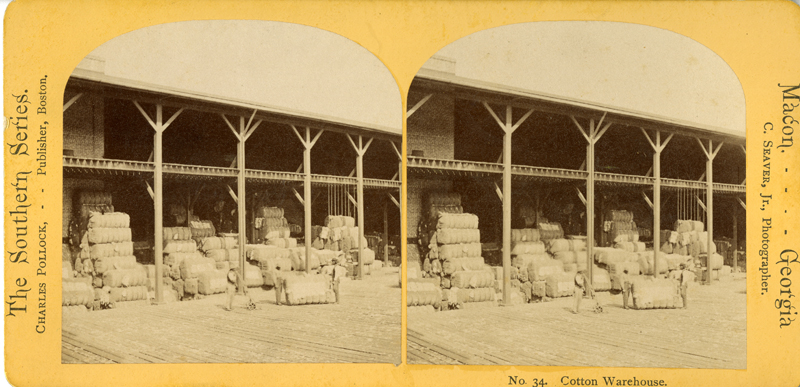
Almacén de algodón Adams & Bazemore en Macon, GA, alrededor de 1877

La carretilla elevadora se inventó a principios del siglo XX y se empezó a usar mucho después de la Segunda Guerra Mundial. Las carretillas elevadoras transformaron las posibilidades de estantería de paletas de varios niveles de mercancías en edificios más altos con estructura de acero de un solo nivel para una mayor densidad de almacenamiento. El montacargas, y su carga fijada a una paleta uniforme, permitió el surgimiento de enfoques de logística para el almacenamiento a finales del siglo XX.
Siempre un edificio funcional, a finales del siglo XX los almacenes comenzaron a adaptarse a la estandarización, la mecanización, la innovación tecnológica y los cambios en los métodos de cadena de suministro. Aquí, en el siglo XXI, estamos siendo testigos del próximo gran desarrollo en el almacenamiento: la automatización.

## Productos almacenados
En un almacén se pueden depositar tanto materias primas, como el producto semiterminado o el producto terminado a la espera de ser transferido al siguiente eslabón de la cadena de suministro. Se pueden también encontrar embalajes, piezas de recambio, piezas de mantenimiento.
Sirve como centro regulador del flujo de mercancías entre la disponibilidad y la necesidad de fabricantes, comerciantes y consumidores.

## Infraestructuras
Habitualmente son construcciones grandes y planas en las zonas industriales de las ciudades.

## Maquinaria de manipulación

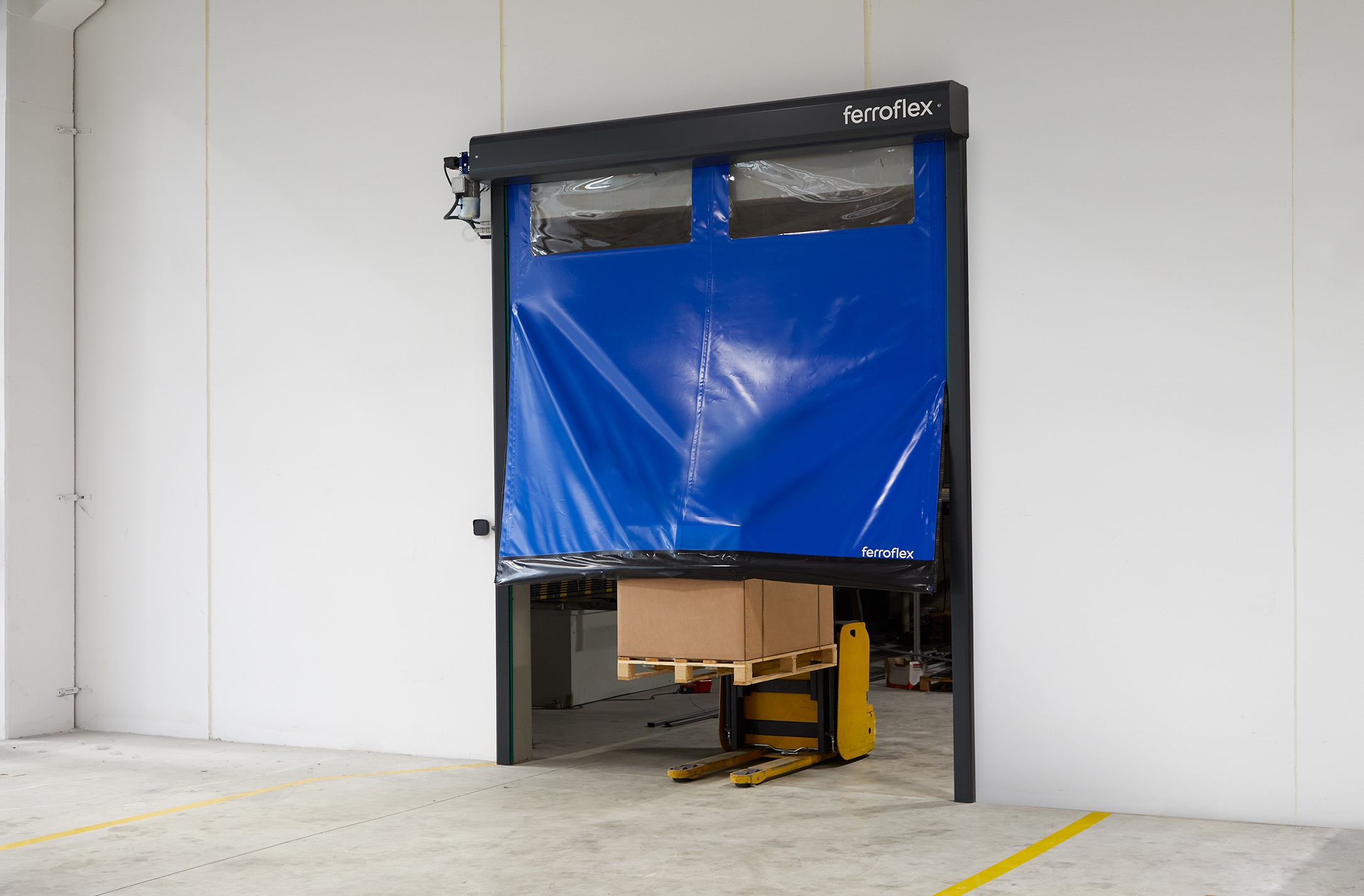
Maquinaría cruza una puerta automática en una nave industrial

A menudo disponen de carretillas elevadoras frontales, apiladoras o transpaletas para la manipulación de mercancías que son generalmente depositadas en palés estandarizados. Según el tipo de mercancía almacenada se puede también encontrar máquinas más específicas como puente grúa o grúas.
Algunos almacenes están completamente automatizados, sin contar apenas con trabajadores en su interior. En estos casos, la manipulación de mercancía se realiza con «transelevadores», máquinas de almacenaje y desalmacenaje coordinadas por controladores programables y ordenadores con el software apropiado. 
Estos almacenes automatizados se utilizan con frecuencia para guardar  mercancías de temperatura controlada, pues la disponibilidad de espacio es menor debido al alto coste que la refrigeración supone para la empresa. También se emplean para materiales o mercancías que debido a su peligrosidad en el manipulado, o su elevada rotación del inventario rentabilizan el elevado coste que supone la puesta en marcha de este tipo de instalaciones.

## Procesos dentro del almacén
Los procesos comunes de un almacén son :
- Recepción. Proceso en el que se identifica el material y se casa contra la posible información de pedidos pendientes.[10]
- Colocación en estantería de paletización o stock o en general en cualquier estantería o  sistema de almacenaje, proceso normalmente denominado "estiba"[11]
- Picking y preparación de pedidos.
- Expedición

La gestión dentro del almacén del movimiento de las mercancías (ubicación, inventarios...) se realiza a través de algún sistema informático de tipo SGA.

## Evolución
La mayor tensión de flujos entre la oferta y la demanda, ha originado un pequeño declive de los almacenes tradicionales debido a la introducción gradual de sistemas de producción basados en el JIT (Just In Time), que es un conjunto de técnicas diseñadas para mejorar la tasa interna de retorno de un negocio basándose en la eliminación o drástica reducción de cualquier tipo de producto almacenado.
A pesar de esto y del asesoramiento ofrecido por consultoras especializadas, la distancia entre el fabricante y el vendedor ha crecido considerablemente en muchos aspectos siendo conveniente algún almacén por país o por región en una cadena de suministro para ciertas gamas de productos.
El objetivo primordial de las empresas que introducen un sistema de almacenes en su cadena de suministro es la optimización del «nivel de servicio» ofrecido al cliente, con criterio de rentabilidad. Para ello se emplean técnicas derivadas de la ingeniería y de la investigación de operaciones enfocadas sobre aspectos vitales como la localización del o de los almacenes, distribución tanto interna como externa del espacio en los mismos, elección del tipo de estructura de almacenaje adecuada, gestión eficaz de los recorridos y manipulaciones dentro del almacén, optimización del espacio de carga en los diferentes medios de transporte, creación de rutas de transporte tendentes a reducir desplazamientos o a maximizar la carga transportada y diseño de sistemas de gestión y administración ágiles.